# NGC 1058
NGC 1058 este o galaxie seyfert de tip 2⁠(d) situată în constelația Perseu. A fost descoperită în 1 ianuarie 1787 de către William Herschel. Se află la o distanță de 2,42 megaparseci de Pământ.